# Otis Charles
Pour les articles homonymes, voir Charles.
Ne doit pas être confondu avec Charles Otis Whitman.
Le révérend Otis Charles est un évêque de l'Église épiscopalienne des États-Unis, né le 24 avril 1926 à Norristown, en Pennsylvanie et mort le 26 décembre 2013 à San Francisco en Californie. 
Originaire du New Jersey, Otis Charles est ordonné prêtre anglican en 1951. Il sert comme prêtre de communion anglicane dans le Connecticut à partir de 1959, puis est nommé évêque de l'Utah en 1971, fonction qu'il conserve jusqu'en 1986. Engagé depuis 1979 dans la lutte pour les droits des homosexuels au sein de l'Église anglicane, il annonce publiquement son homosexualité en 1993 au moment de sa retraite. Il vit ensuite avec son conjoint à San Francisco, le professeur Felipe Sanchez-Paris. Ils se marient officieusement en 2004 et officiellement en 2008.